# Dzień bez Samochodu

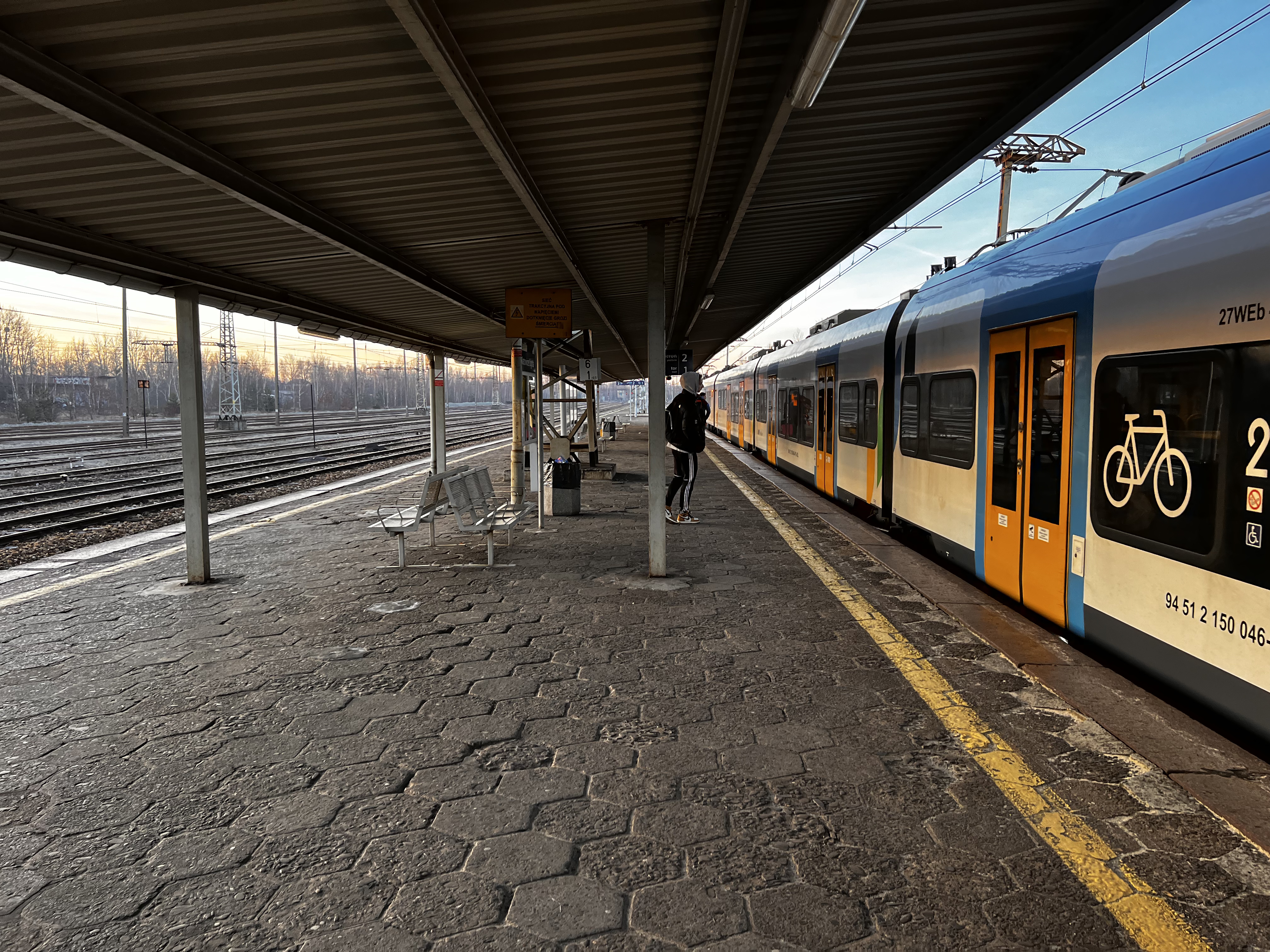
Pociąg Kolei Śląskich z miejscem do przewozu rowerów

Dzień bez Samochodu – międzynarodowa kampania proekologiczna świętowana corocznie 22 września. Wieńczy obchodzony od 16 września Europejski Tydzień Zrównoważonego Transportu (Tydzień Mobilności). Znana jest także pod innymi nazwami: Światowy Dzień bez Samochodu (z ang. World Car Free Day) oraz Europejski Dzień bez Samochodu.

## Opis
Dzień bez Samochodu ma wspomóc proekologiczne idee i zmniejszyć ilość spalin wytwarzanych przez miliony aut poruszających się po miastach. Podczas tego dnia zachęca się kierowców do rezygnacji z użytkowania samochodów przez dobę. W zamian promuje się i motywuje do korzystania z komunikacji miejskiej lub rowerów. W wielu miastach, również na terenie Polski, kierowcy zwolnieni są z opłat za bilety, pod warunkiem posiadania przy sobie dowodu rejestracyjnego pojazdu.
Podczas kampanii centra wielu miast zamykane są dla ruchu samochodowego. Celem tego jest kształtowanie wzorców zachowań proekologicznych, upowszechnienie informacji o negatywnych skutkach używania samochodu, przekonanie ludzi do alternatywnych środków transportu, promocja transportu publicznego oraz pokazanie, że życie w mieście bez samochodu jest nie tylko możliwe, ale także o wiele przyjemniejsze. Ponadto Światowy Dzień bez Samochodu ma na celu stworzenie szansy poznania miasta bez ulicznego hałasu oraz uciążliwego ruchu samochodowego, a także  zachęcenie jak największej liczby osób do rozważań o konieczności wspierania takiego rodzaju transportu, który nie narusza znacząco równowagi ekologicznej.

## Geneza
Początkowo projekty na temat organizowania Dni bez Samochodu miały miejsce w 1973 roku, kiedy nastąpił kryzys naftowy. Jednak dopiero w październiku w 1994 roku inicjatywy te zostały wcielone w życie w przemówieniu inauguracyjnym Erica Brittona na International Ciudades Accessibles Conference (Międzynarodowej Konferencji Dostępności Miast) w hiszpańskim Toledo.
Pierwowzory Dni bez Samochodu zostały zorganizowane w Reykjaviku (Islandia), Bath (Wielka Brytania) i La Rochelle (Francja). Natomiast w 1995 roku, aby wesprzeć Dzień bez Samochodu na całym świecie, zorganizowano nieformalne Światowe Konsorcjum Dni bez Samochodu (z ang. World Car Free Days Consortium). Pierwsza narodowa kampania odbyła się Wielkiej Brytanii w 1997 roku za sprawą Environmental Transport Association. Na obchody początkowego Dnia bez Samochodu Stowarzyszenie wybrało pierwszy wtorek Tygodnia Zielonego Transportu (z ang. Green Transport Week). Odbywać miało się to w okolicach 17 czerwca.
Następnie w 1998 roku w ślady za Wielką Brytanią poszła Francja, organizując wydarzenie In town, without my car! W związku z tym, w 2000 roku z inicjatywy Komisji Europejskiej wydarzenie to zostało ustanowione, jako Ogólnoeuropejski Dzień bez Samochodu (od tego czasu rozprzestrzenił się poza UE). W tym samym roku Komisja Europejska rozszerzyła program. Dzięki temu powstał Europejski Tydzień Mobilności, który obecnie jest głównym celem Komisji Europejskiej. Również w 2000 roku Dzień bez Samochodu zyskał status globalnego wraz z programem Światowego Dnia bez Samochodu zapoczątkowanym przez Car Busters – obecnie World Carfree Network. Uzgodniono, że od 2000 roku Dzień bez Samochodu przypadać ma na 22 września. Początkowo, jako ogólnoeuropejski dzień organizowany pod patronatem Komisji Europejskiej. Później, jako wydarzenie o międzynarodowym zasięgu, podczas którego coraz większa ilość miast była zachęcana do zamykania swoich centralnych ulic dla samochodów.

## Na świecie
Obecnie największe na świecie wydarzenie Dnia bez Samochodu organizowane jest w Bogocie. Odbywa się w dni powszednie i obejmuje całe miasto. Pierwszy taki Dzień odbył się w lutym w 2000 roku, a zinstytucjonalizowany został w drodze publicznego referendum.
W Dżakarcie, stolicy Indonezji, we wrześniu 2007 roku odbył się pierwszy Dzień bez Samochodu. Podczas tego wydarzenia zamknięto nawet główną ulicę miasta i zachęcano przechodniów do korzystania z niedostępnych na co dzień przestrzeni, które zwykle są przepełnione wzmożonym ruchem i samochodami. Od maja 2012 roku Dzień bez Samochodu w Dżakarcie ma miejsce w każdą niedzielę. Odbywa się na głównych ulicach miasta: Jalan Sudirman i Jalan Thamrin, od obszaru Senayan do Monas (Monumen Nasional), w godzinach porannych od 6:00 do 11:00. Pomimo tego, że Dzień bez Samochodu nie jest oficjalnie zorganizowany w Izraelu, to każdego roku uliczny ruch w tym Państwie zostaje wstrzymany. Wydarzenie to jest powiązane z jednym z najważniejszych świąt żydowskich – Jom Kipur i trwa ponad 24 godziny. Te ograniczenie czasowe obejmuje wszystkie pojazdy silnikowe (wyjątek stanowią jedynie pojazdy uprzywilejowane), a także transport publiczny np. autobusy, pociągi, taksówki, samoloty itd. Co więcej, badania dowodzą, że podczas tego dnia zanieczyszczenie powietrza w Izraelu spada o 99%.

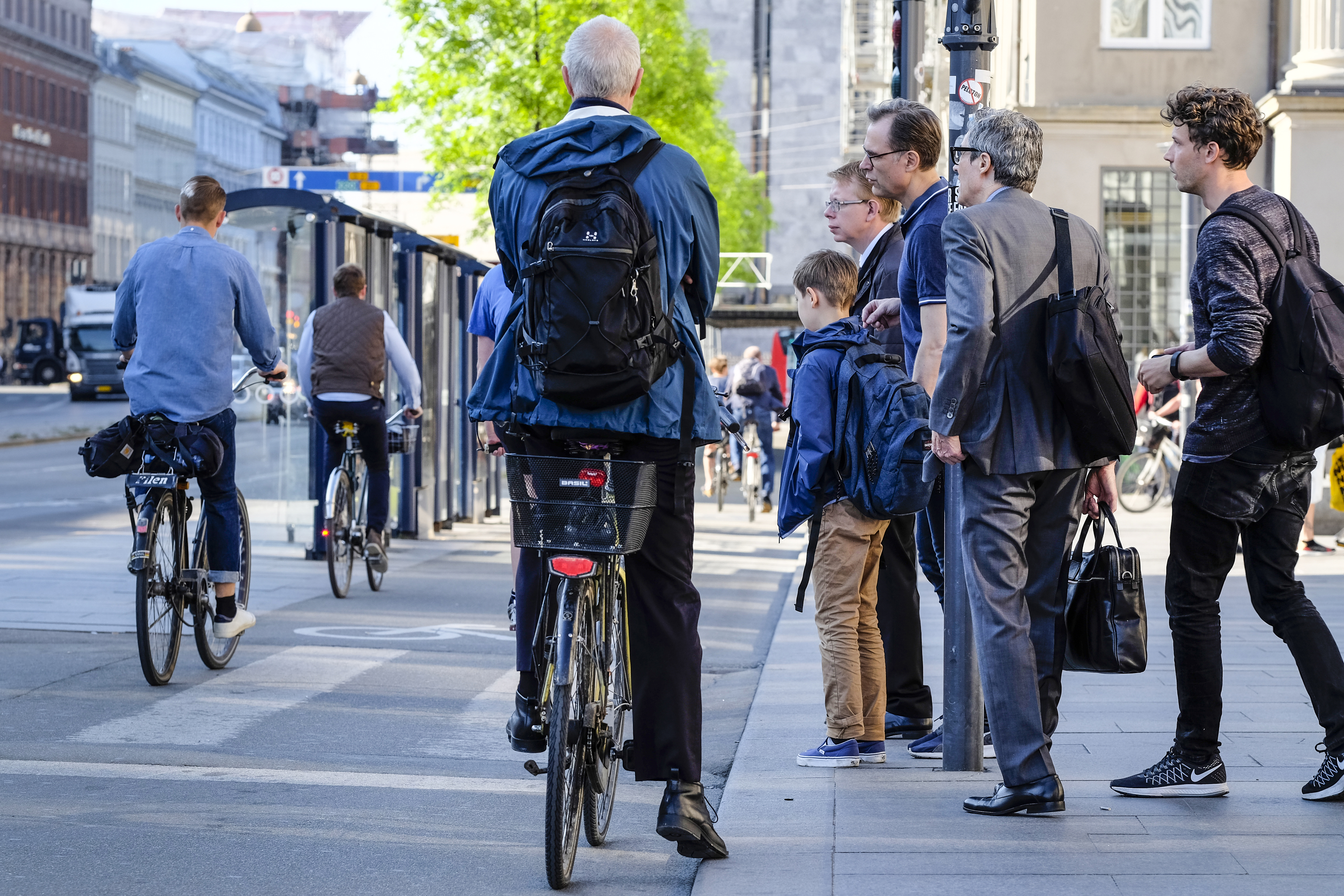
Codzienny ruch rowerowy w Kopenhadze

Miasto Tajpej jest gospodarzem Dnia bez Samochodu już od ponad 10 lat. Jest to pierwsze miasto w Tajwanie, które kiedykolwiek wzięło udział w tej inicjatywie. Z biegiem lat, czas trwania obchodów Dnia bez Samochodu rozszerzył się do Miesiąca bez Samochodu (z ang. Car Free Month). Sam zakres działań podczas tego wydarzenia został również poszerzony. Początkowo ograniczano się jedynie do wyłączenia dróg z ruchu samochodowego, później rozwinęła się tradycja Parady Zielonego Transportu które połączono z obchodami Karnawału. Obecnie Tajpej patronuje kampaniom społecznym zachęcającym do korzystania z transportu publicznego.
Dzień bez Samochodu obchodzony jest w wielu państwa należących do Unii Europejskiej – w tym w Polsce, a także w Stanach Zjednoczonych. Ponadto Dzień bez Samochodu świętuje się także w innych państwach azjatyckich – w Japonii i Chinach. W 2007 roku Chiny rozpoczęły również „zielony” tydzień, ang. Green Transport and Health week, którą wieńczy No Car Day.

### W Polsce
W Polsce Dzień bez Samochodu obchodzony jest od 2004 roku, pod patronatem Ministerstwa Środowiska. Trzeba jednak pamiętać, że kampania ta nie jest wprowadzona do wszystkich miast. Miasta, w których na ulicach zamiast samochodów pojawiają się rowery to: Gdynia, Krzyż Wielkopolski, Opole, Rybnik, Wrocław. Z darmowych przejazdów komunikacją miejską w ramach Europejskiego Tygodnia Zrównoważonego Transportu i Dnia bez Samochodu można skorzystać w następujących miastach: Białystok, Głogów, Jelenia Góra, Konin, Kielce, Kraków, Lublin, Łódź, Nysa, Opole, Poznań, Stalowa Wola, Szczecin, Szczecinek, Toruń, Trójmiasto, Tychy, Warszawa, Wrocław. Partnerami akcji są np.: Szybka Kolej Miejska, Koleje Mazowieckie, Koleje Wielkopolskie, Warszawska Kolej Dojazdowa. W 2015 roku do kampanii przystąpiło ok. 1500 miast europejskich, w Polsce jest ich 126.